# Equisetum
Equisetum L., 1753 è il solo genere vivente di felci appartenente alla famiglia Equisetaceae, conosciute comunemente con il nome di code di cavallo. Sono dei fossili viventi, infatti sono gli unici viventi dell'intera sottoclasse delle Equisetidae che dominavano i sottoboschi nella tarda era Paleozoica. In quel tempo alcuni equiseti erano grandi alberi che raggiungevano i 30 m di altezza. Ad esempio il genere estinto Calamites della famiglia Calamitaceae,  è abbondante nei depositi fossili del periodo Carbonifero.
Gli equiseti sono tra le piante più antiche della terra: il ritrovamento di resti fossili di alcune specie dell'ordine delle Equisetales indicano che erano piante diffuse già alla fine del Devoniano (395 – 345 milioni di anni fa).
Dal punto di vista filogenetico sono piante più primitive delle angiosperme, infatti sono senza organi sessuali distinti, si propagano e si riproducono per mezzo di spore e non di semi. Al genere Equisetum appartengono 15 specie, delle quali poco meno di una decina sono presenti nella flora italiana.

## Etimologia
Il nome generico (Equisetum) significa “crine di cavallo”; la radice equiset- deriva infatti dal latino equi saeta, ossia coda (saeta, -ae, lett. crine) di cavallo (equi, gen. di equus, -i).

Dobbiamo a Dioscoride Pedanio (Anazarbe in Cilicia, 40 circa - 90 circa), che fu un medico, botanico e farmacista greco antico che esercitò a Roma ai tempi dell'imperatore Nerone, una delle prime descrizioni dettagliate di queste piante.

## Descrizione

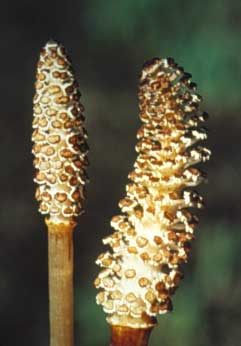
Fusto fertile di Equisetum arvense

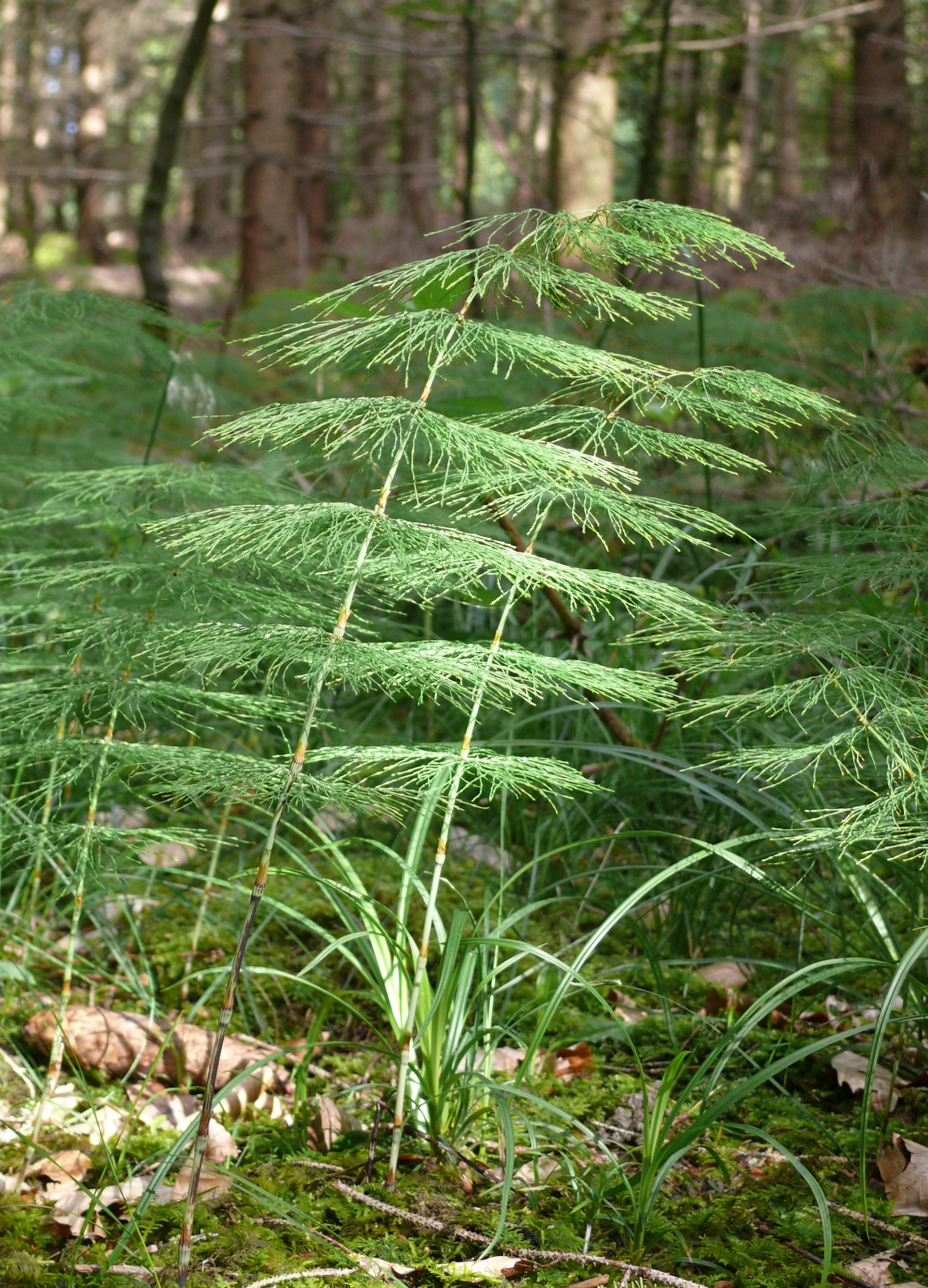
Fusto sterile di Equisetum sylvaticum

Si tratta di piante perenni che, alle latitudini più miti, appassiscono d'inverno; ai tropici sono invece sempreverdi, come pure alcune specie della zona temperata (E. hyemale, E. sciropides, E. variegatum, E. ramosissimum).
La forma biologica più ricorrente è geofita rizomatosa (G rhiz), ossia sono piante perenni erbacee che portano le gemme in posizione sotterranea. Durante la stagione avversa non presentano organi aerei e le gemme si trovano in organi sotterranei detti rizomi (un fusto ipogeo dal quale, ogni anno, si dipartono radici e fusti aerei). In realtà anche durante i periodi più avversi la pianta deve continuare a vivere per cui alcuni brevi rami ipogei laterali si trasformano in tuberi rotondi contenenti sostanze di riserva per lo svernamento.

Le dimensioni variano molto da specie a specie: generalmente, la maggior parte di queste piante producono fusti di dimensioni comprese tra i 20 cm e il metro e mezzo, raramente l’E. telmateia può raggiungere i 2,5 m, mentre le specie tropicali E. giganteum e E. myriochaetum raggiungono rispettivamente i 5 m e gli 8 m e più, anche se a volte essendo i fusti troppo deboli sono costretti a sostenersi ad altre piante come rampicanti.

### Radici
Le radici sono secondarie (fascicolate) da rizoma e di tipo avventizio. Generalmente sono dei ciuffi che si diramano dai nodi del rizoma e durano un anno al massimo.

### Fusto
- Parte ipogea: la parte ipogea del fusto consiste in un rizoma orizzontale (strisciante oppure no) con ingrossamenti tuberiformi (vedi sopra) e varie ramificazioni a volte anche intricate e profonde fino a un metro che danno luogo a germogli aerei eretti e quindi ai corrispondenti fusti epigei. I germogli hanno la caratteristica di essere provvisti inizialmente di una sola cellula apicale, molto grande, a forma di tetraedro (più o meno piramidale), dalla quale si generano per divisione le cellule successive per lo sviluppo del fusto adulto (vedi disegno sotto)[1].
- Parte epigea: la parte epigea (detta anche più precisamente culmo) consiste in due tipi di fusti:

- fusti fertili, bianchicci o bruni (a volte di colore giallastro) e quindi privi di clorofilla), atti alla riproduzione; sono provvisti di nodi e relativi internodi con un solo strobilo apicale di sporofilli (foglia modificata che porta gli sporangi, alloggiamento delle spore - i “semi” delle Pteridophyte); ai nodi sono presenti delle foglie; mentre i rami generalmente sono assenti, a parte alcune specie come E. palustre e altre tropicali. Se lo strobilo viene scosso, fuoriesce una nuvola verde-gialla di spore.

- fusti sterili, ruvidi di colore verde e quindi fotosintetici. In questi fusti le foglie sono così poco significative che il fusto si sostituisce ad esse per il processo fotosintetico anche tramite degli stomi. Questi fusti sono ramificati con una decina e più di rametti normalmente a quattro coste posti in verticilli alla base delle foglie a loro volta poste nei nodi del fusto; anche i rametti sono articolati in nodi e relativi internodi. Questi secondi fusti normalmente si sviluppano solamente dopo che quelli fertili hanno assolto alla loro funzione riproduttiva;

La presenza dei due tipi di fusti, fotosintetici e non-fotosintetici, è limitata ad alcune specie del sottogenere Equisetum (vedi sotto sezione Sistematica), mentre tale dimorfismo è assente nel sottogenere Hippochaete.
Entrambi i fusti sono fortemente scanalati longitudinalmente (sono alati); le striature verticali (fino a 40 e più) presentano inoltre la particolarità di essere sfalsate passando per due internodi contigui. In questo modo i rametti si trovano sfalsati gli uni rispetto agli altri così da ricevere più luce solare. I fusti sono cavi (cavità midollare) o fistolosi, infatti all'interno è presente una sottile cavità longitudinale spesso vuota. Questa struttura morfologica, che è una delle caratteristiche più importanti di tutte le Equisitaceae e quindi del genere Equisetum, si chiama “sifonostele” (da “sifone”). In particolare questo “sifonostele” è di tipo “ectofloico” in quanto il midollo centrale è avvolto da un mantello di legno (xilema) a sua volta circondato da uno strato continuo di libro (floema). Importante è anche la presenza di una corona di fasci conduttori collaterali (struttura chiamata “eustelica”).

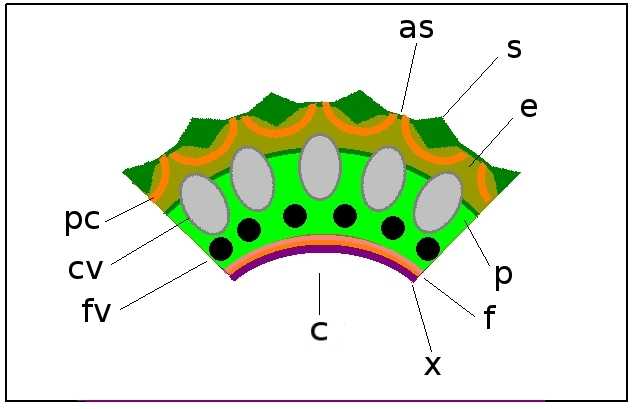
Spicchio di una sezione del fusto : e=epidermide; s=cordone sclerenchimatico; pc=parenchima clorofilliano; as=aperture stomatiche; p=parenchima; cv=canali vallecolari; fv=fasci cribro-vascolari; c=grande cavità vuota; x=xilema; f=floema

- Sezione trasversale di un tipico fusto di “equiseto” (figura a sinistra) in corrispondenza di un internodo: la parte più esterna consiste in una epidermide (e) contenente diversi granuli di silice (da qui le proprietà meccaniche tipo taglio o abrasione di queste piante). In corrispondenza delle costole longitudinali del fusto il tessuto vegetale (chiamato cordone sclerenchimatico) è ulteriormente ispessito (s). Nelle “vallecole”, avvallamenti tra una costola e l'altra dove l'ispessimento è minore, è presente il parenchima clorofilliano (pc), questo solamente nei fusti sterili. In questa zona sono presenti anche gli stomi, delle aperture stomatiche (as) la cui funzione è di consentire lo scambio gassoso fra interno ed esterno del vegetale, in particolare la fuoriuscita di vapore acqueo e l'entrata di ossigeno e di anidride carbonica. Nelle specie europee gli stomi sono più superficiali (come nel presente disegno), mentre in quelle tropicali sono più interni. Ancora più internamente, immersi nel parenchima (p), abbiamo i canali vallecolari (cv), probabilmente la loro funzione è di facilitare la circolazione dell'aria in tutta la pianta, e i fasci cribro-vascolari (fv), altre strutture di tipo “eustelico” (derivate dalla “sinfostele” centrale interrotta in più punti) conduttrici di sostanze liquide. Questa struttura (“eustelica”) è tipica della zona internodale e meno evidente in quella nodale. Al centro è presente una grande cavità vuota (c) che nel rizoma e nei rametti laterali serve a contenere il midollo. Questa cavità è circondata dal xilema (x) che a sua volta è circondato dal floema (f).[1][2].

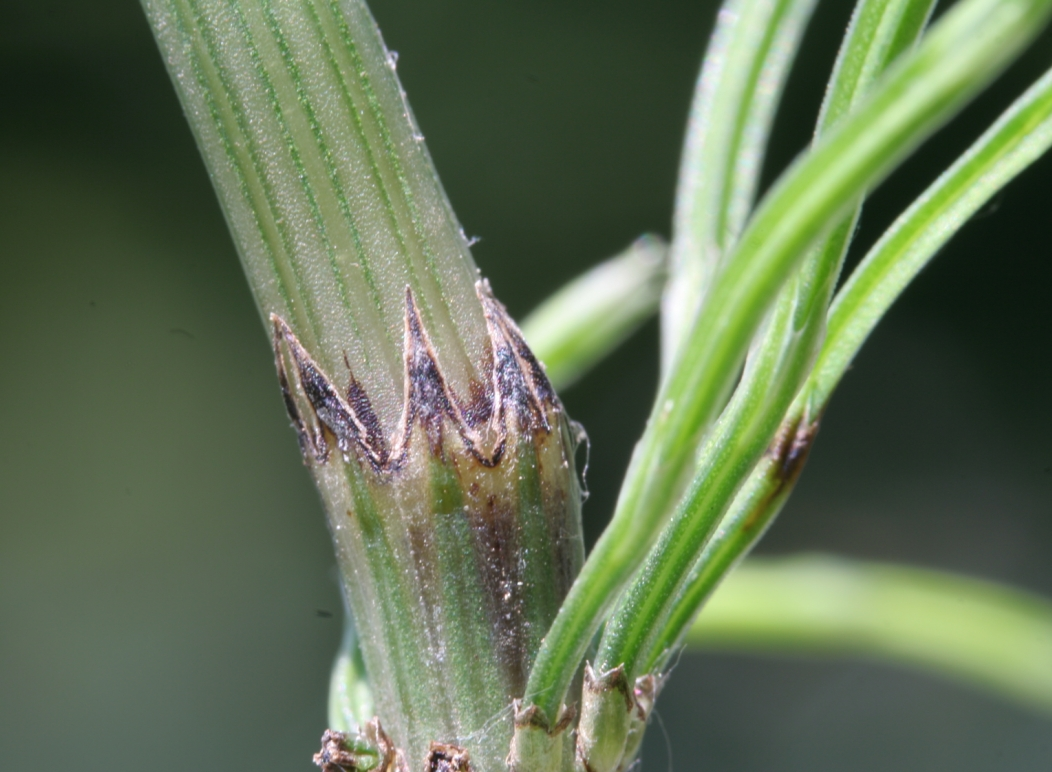
Le foglie (Equisetum arvense)
Località : Villa Prima, Limana (BL), 350 m s.l.m. - 12/6/2009

### Foglie
Le foglie, anche se non lo possono sembrare, sono megafille e appaiono così perché hanno perso la loro funzione fotosintetica. Sono situate in corrispondenza dei nodi del fusto, sono erette e appressate al fusto stesso. Sono concresciute le une alle altre (formano una specie di collaretto lobato o guaina attorno al fusto) e non sono differenziate in picciolo e lamina fogliare; possono ricoprire in parte o completamente l'internodo. La forma è lanceolata, squamiforme con un unico nervo dorsale e apice acuminato di colore bruno. Il numero delle foglie (e relativi denti) secondo le specie può essere di poche unità come diverse decine.

### Apparato riproduttivo

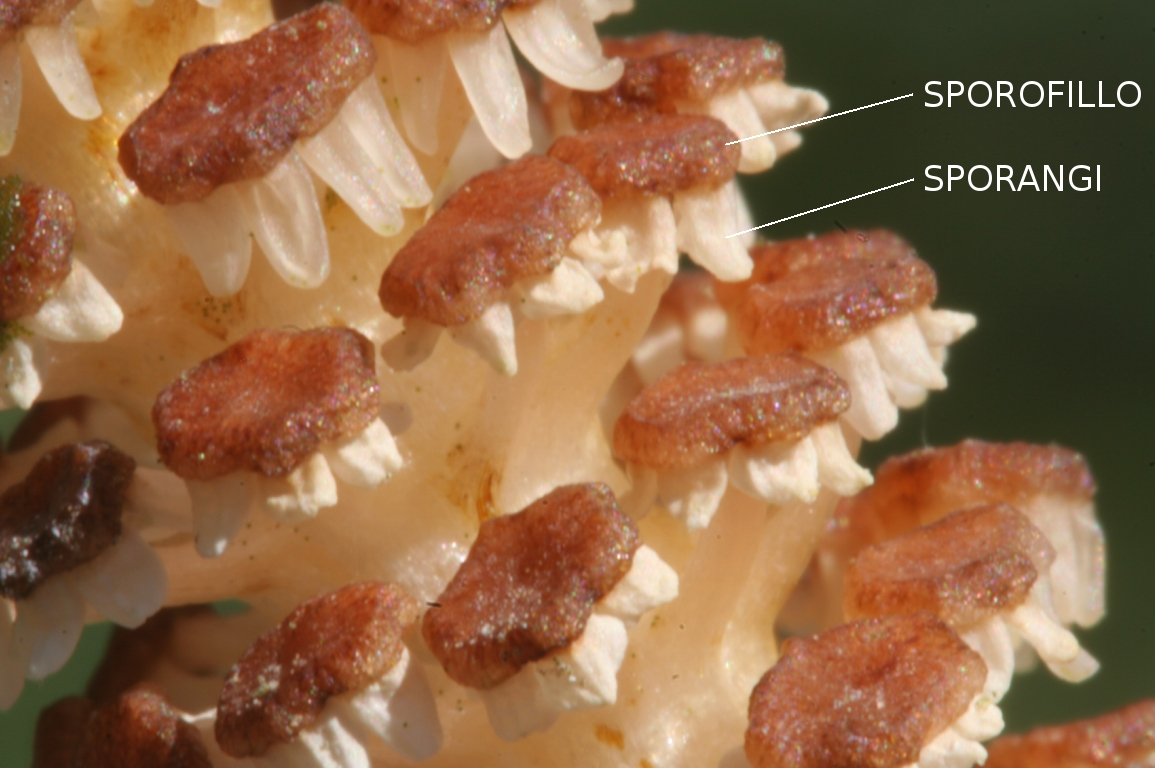
Sporofilli e sporangi (Equisetum arvense)

- Strobilo: l'apparato riproduttivo è posto nello strobilo, struttura apicale ai fusti fertili. Lo strobilo è ricoperto quasi completamente dai sporofilli a forma di foglia peltata, ossia un corto peduncolo è inserito al centro della pagina inferiore di questa foglia modificata, mentre la parte opposta del peduncolo si collega all'asse centrale del fusto e quindi allo strobilo. La forma della foglia è irregolarmente esagonale. Tutto intorno all'estremità inferiore della foglia sono inseriti (da 5 a 12) diversi sporangi sacciformi (a forma di sacco – sono i contenitori delle spore). Questi si aprono a maturità attraverso una fessura longitudinale interna per lasciar fuoriuscire le spore (prima fase del ciclo riproduttivo di queste piante - vedere figura sotto [F1]). La rottura dei sporangi è una conseguenza dall'evaporazione dell'acqua di riempimento nelle cellule parietali, in questo modo si creano delle forze di coesione che determinano la fessurazione degli sporangi stessi.

- Spore: le spore sono del tipo isospore ossia sono tutte uguali (indifferenziate sessualmente); la loro superficie è stratificata in quattro livelli sovrapposti. Il più importante di tutti è il primo livello (quello più esterno chiamato esosporio) che lacerandosi lascia libere quattro appendici (lunghe e sottili striscette allargate all'apice) chiamate apteri (simili agli “elateri” delle Epatiche) che hanno la funzione di far muovere la spora essendo dotate di movimenti igroscopici (utili nel processo di disseminazione). Infatti in presenza di umidità gli “apteri” si avvolgono come un'elica attorno al corpo della spora; in ambiente secco invece si srotolano e si distendono completamente per poi raccogliersi nuovamente in presenza di umidità.

### Ciclo riproduttivo

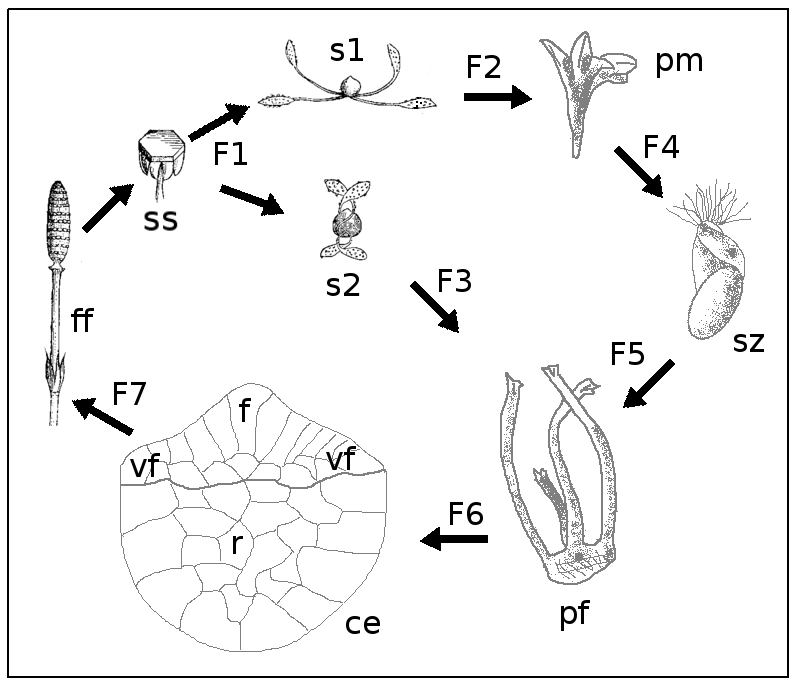
Ciclo riproduttivo degli equiseti (per il significato delle varie fasi F1-F7 vedere il testo): ff=fusto fertile; ss=sporofilo con sporangi; s1=spora con apteri distesi; s2=spora con apteri raccolti; pm=protallo maschile; pf=protallo femminile; sz=spermatozoide; ce=cellula embrionale (f=fusto; vf=primi verticilli fogliari; r=zona radicale)

Le spore secondo le condizioni ambientali (umidità, luce, segnali di tipo ormonale o altro) danno luogo ad un protallo sessualmente differenziato (maschile [F2] o femminile [F3]). Questa fase deve avvenire entro breve tempo dalla fuoriuscita delle spore: le loro possibilità di germinare è di pochi giorni. È da notare inoltre che le spore sono organismi aploidi, è quindi a questo punto che si decide il sesso. I protalli posso rimanere attivi al substrato per alcuni anni ed hanno dimensioni variabili di alcuni centimetri (quelli maschili sono più piccoli), sono verdi e variamente lobati.
Dai protalli poi si sviluppano gametofiti eterotallici (maschili o femminili); se maschili portano gli anteridi, se femminili gli archegoni. Gli archegoni in genere sporgono dalla superficie del protallo, mentre gli anteridi che possono contenere fino a un migliaio di spermatozoidi sono immersi più profondamente. Gli spermatozoidi hanno una forma elicoidale e all'apice sono provvisti di numerosi flagelli [F4].
La oosfera (gamete femminile contenuto nell'archegonio) a questo punto attende la fecondazione da parte di un spermatozoide (o gamete maschile cigliato prodotto dall'anteride giunto a maturità) [F5]: potrà finalmente svilupparsi il nuovo sporofito [F7] (ossia altri fusti di “equiseto”) passando per la cellula embrione [F6]..

## Distribuzione e habitat
Gli equiseti rappresentano un genere praticamente cosmopolita, diffuso in tutti i continenti, con l'eccezione di Oceania e Antartide. La specie più diffusa in Europa è E. arvense.
Le specie del sottogenere Equisetum (vedi sezione Sistematica) vegetano dalla latitudine 80° Nord sino a 40° Sud. La maggior parte di esse si trovano nella zona temperata dell'emisfero nord, mentre poche specie estendono il loro areale nella fascia subtropicale e una sola specie, E. bogotense, si spinge nella zona tropicale dell'emisfero meridionale. Le specie del sottogenere Hippochaete sono presenti in entrambi gli emisferi, in un range latitudinale che va dall'Isola di Ellesmere (79º N) sino all'Argentina (approssimativamente 40º S).
La maggior parte delle specie prediligono terreni sabbiosi umidi, alcune sono semi-acquatiche e altre si sono adattate a terreni argillosi.

## Sistematica
Equisetum è il solo genere vivente (sono conosciuti altri generi fossili del Carbonifero medio) della famiglia delle Equisetaceae (ordine Equisetales); è quindi l'unico rappresentante della classe Equisetopsida, già classificata nella divisione delle Equisetofite e recentemente posta tra le Pteridofite (la divisione delle felci) per delle affinità a livello molecolare.
Il genere comprende 15 specie suddivise in due sottogeneri:

I nomi comuni in italiano sono evidenziati in grassetto accanto al nome scientifico.
- Sottogenere Equisetum: comprende le specie dei luoghi temperati (soprattutto specie europee), con stomi superficiali, fusti ramificati e parti aeree che durante l'inverno si disseccano completamente.
  - Equisetum arvense L. - equiseto dei campi
  - Equisetum bogotense Kunth
  - Equisetum diffusum D. Don
  - Equisetum fluviatile L. - equiseto fluviatile
  - Equisetum palustre L. - equiseto palustre
  - Equisetum pratense Ehrh. - equiseto pratense
  - Equisetum sylvaticum L. - equiseto selvatico
  - Equisetum telmateia Ehrh. - equiseto massimo
- Sottogenere Hippochaete: comprende specie tropicali (E. giganteum) e qualche specie europea; sono piante sempreverdi; gli stomi non sono superficiali ma profondamente inseriti nelle “vallecole” (vedi il paragrafo relativo alla descrizione del fusto) e i fusti sono sempreverdi e scarsamente ramificati.
  - Equisetum giganteum L.
  - Equisetum hyemale L. - equiseto invernale
  - Equisetum laevigatum A. Braun
  - Equisetum myriochaetum Schltdl. & Cham.
  - Equisetum ramosissimum Desf. (1799) - equiseto ramosissimo
  - Equisetum scirpoides Michx.
  - Equisetum variegatum Schleich. ex F. Weber & D. Mohr - equiseto variegato

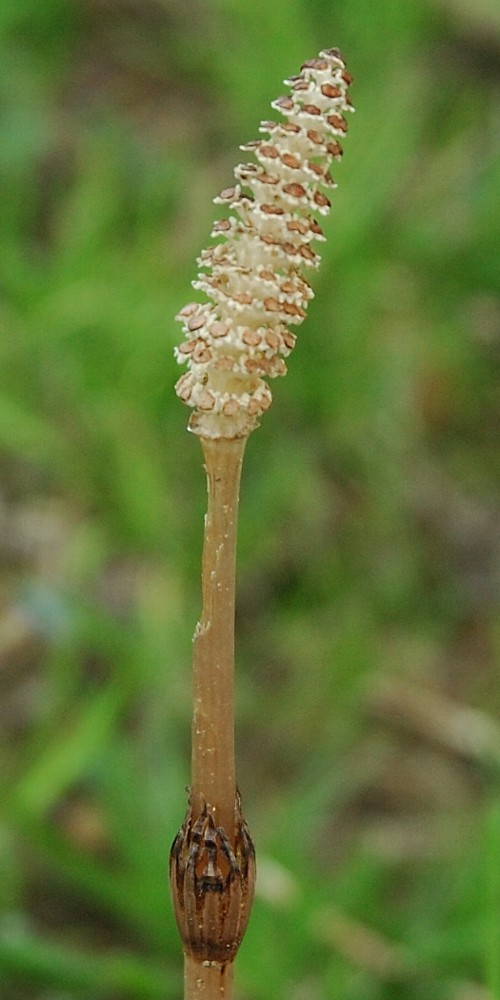
Equisetum arvense
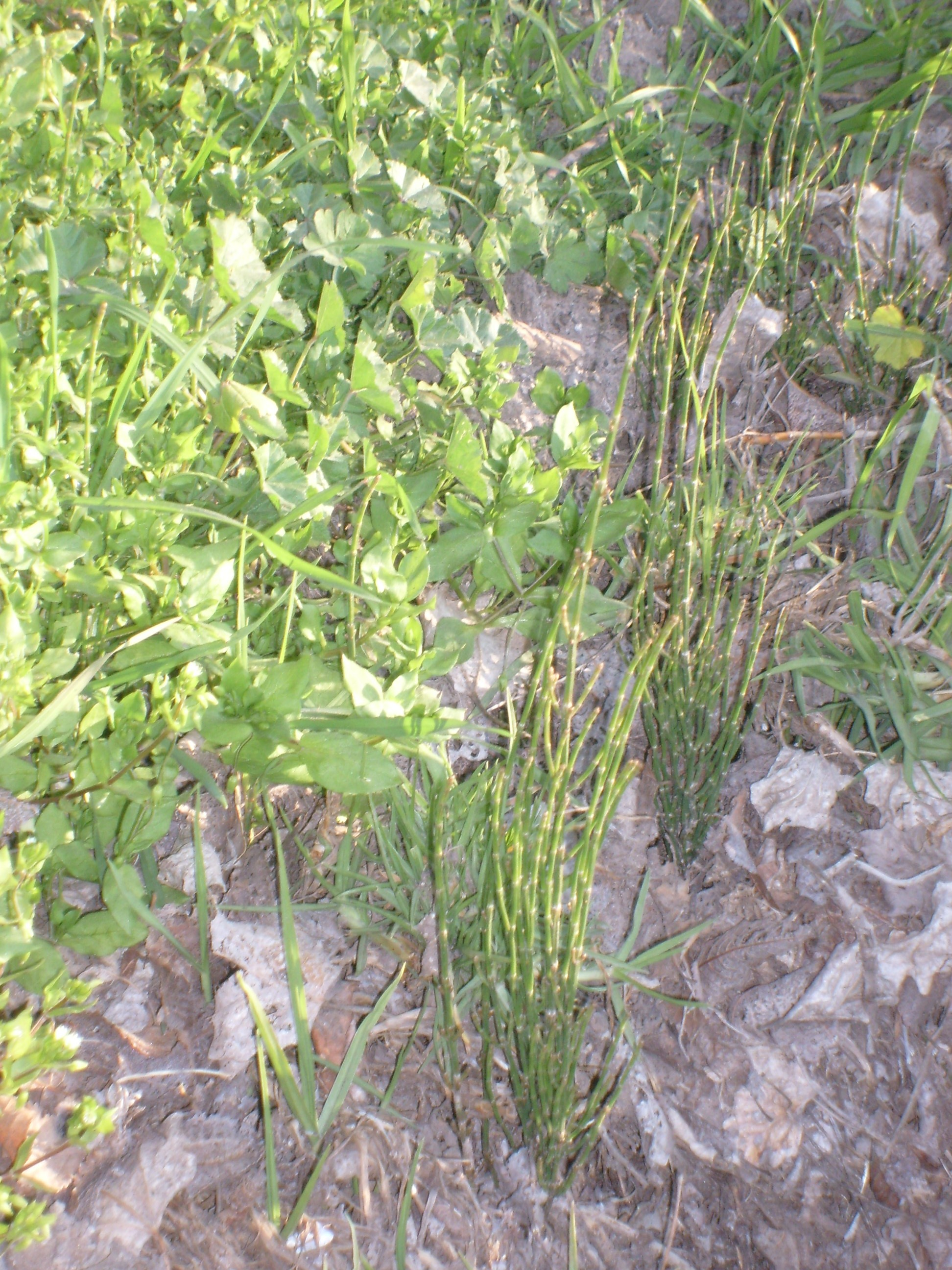
Equisetum bogotense
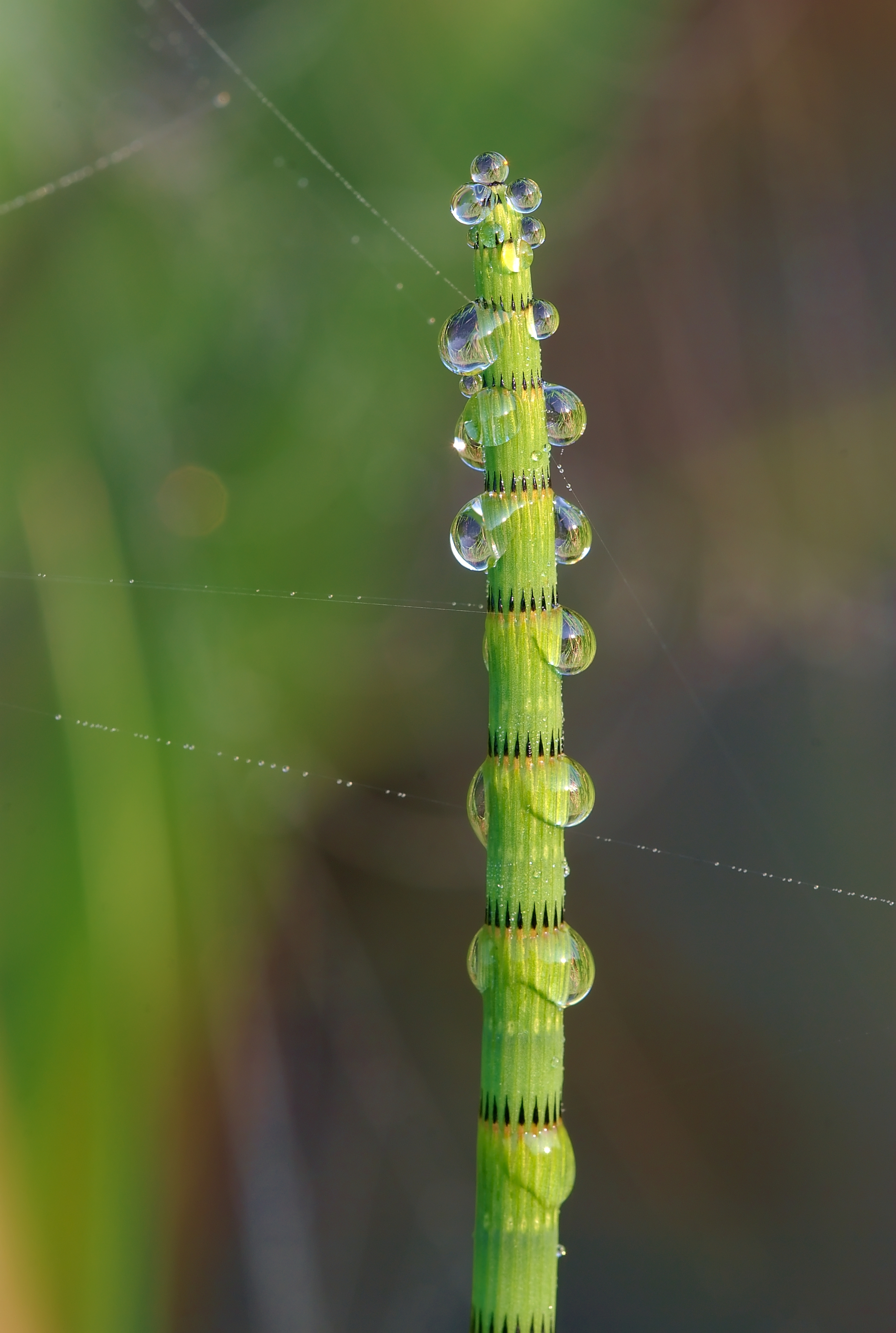
Equisetum fluviatile
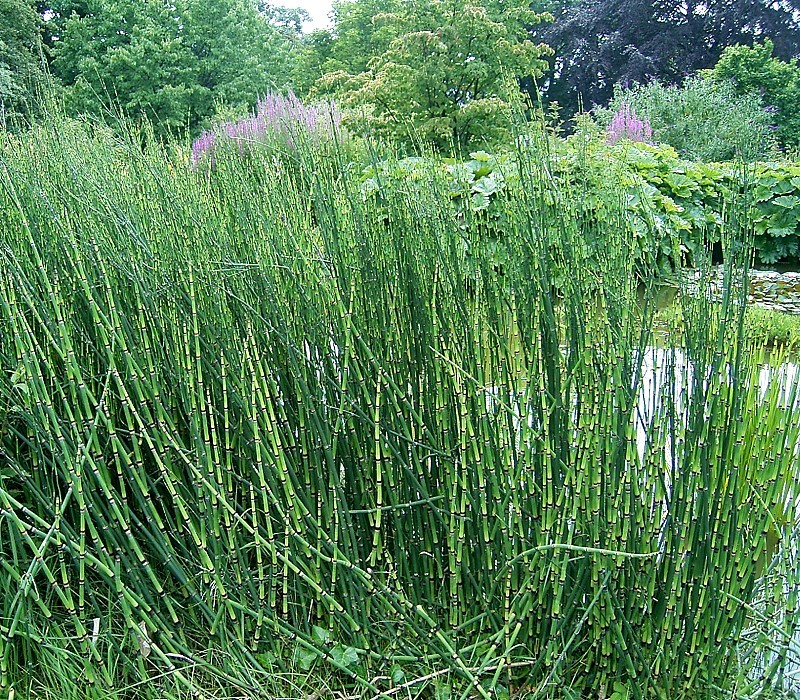
Equisetum giganteum
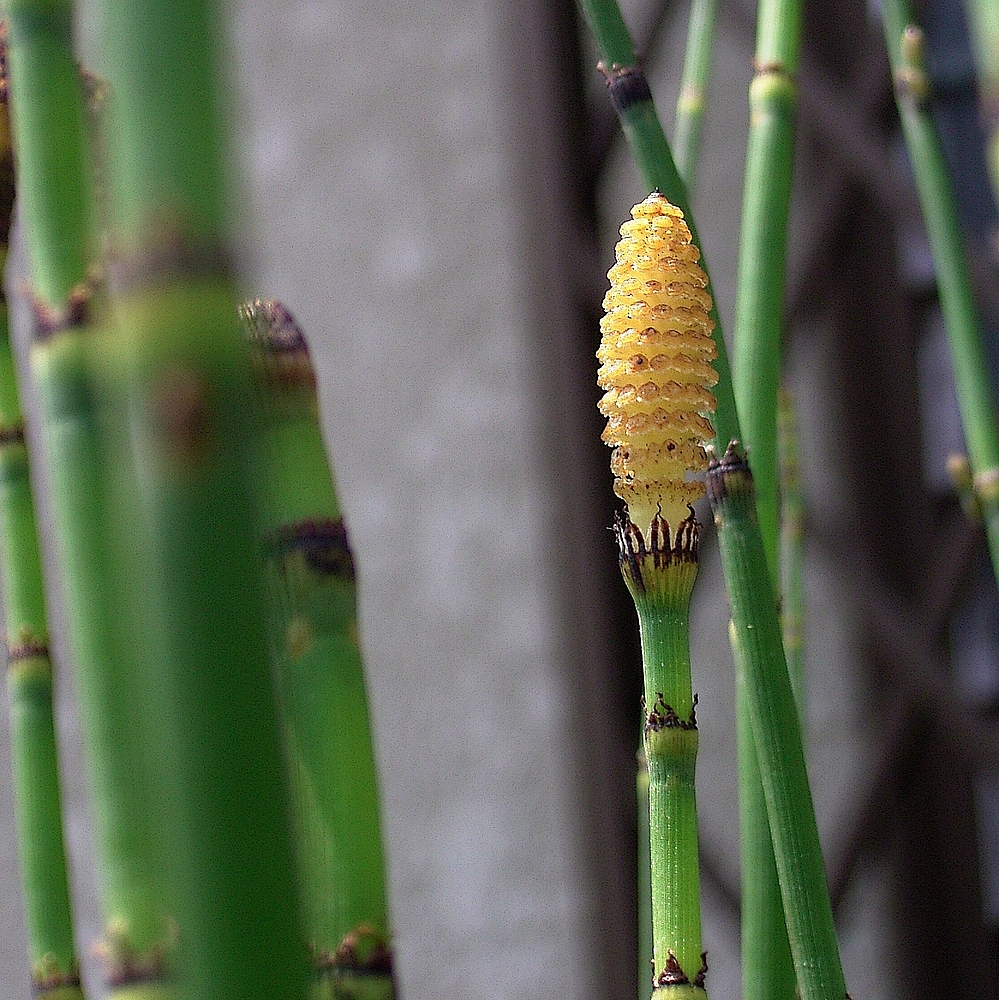
Equisetum hyemale
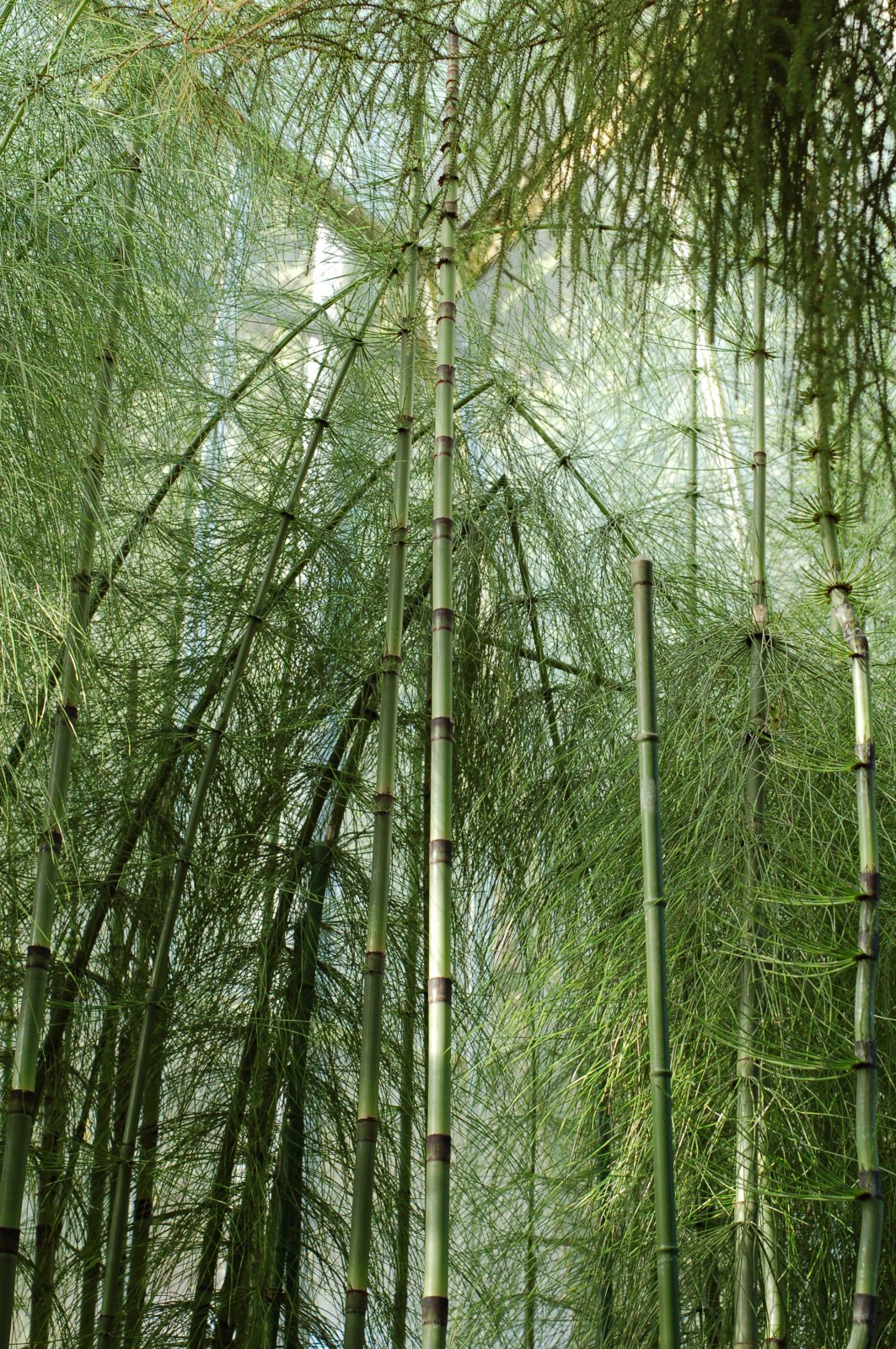
Equisetum myriochaetum
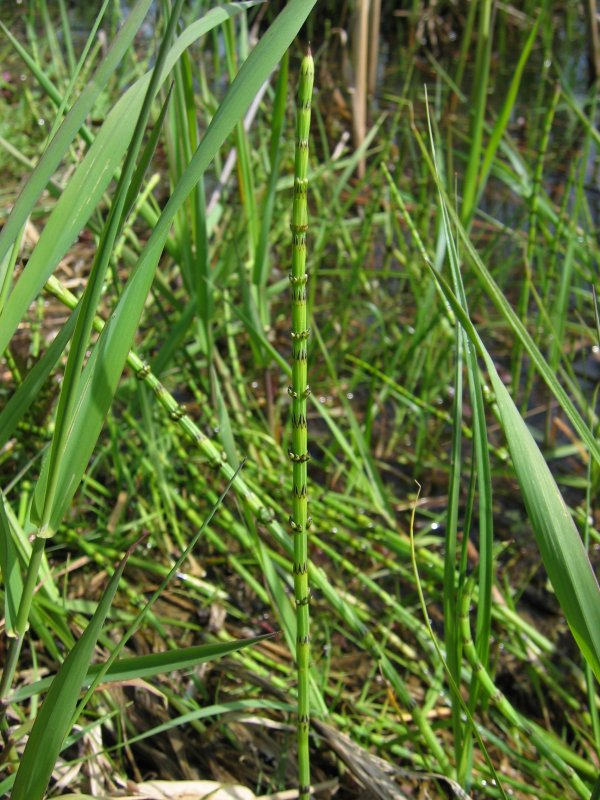
Equisetum palustre
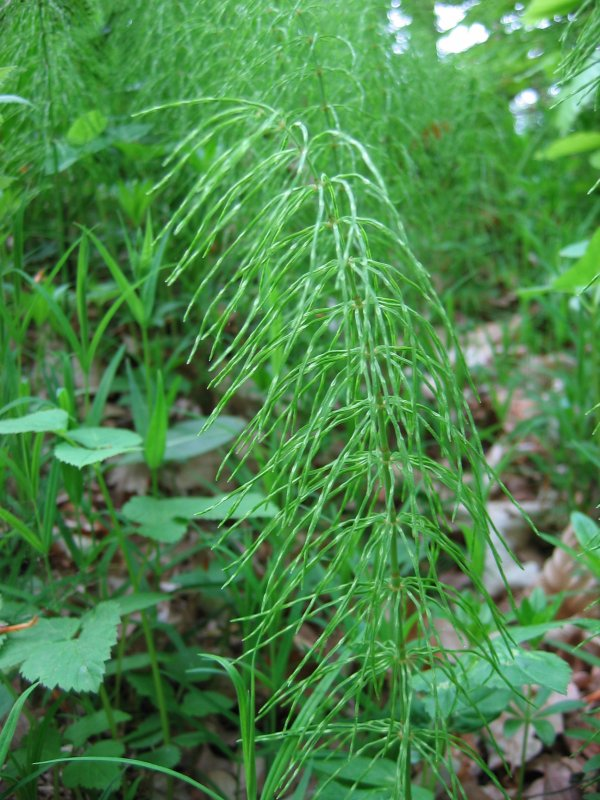
Equisetum pratense
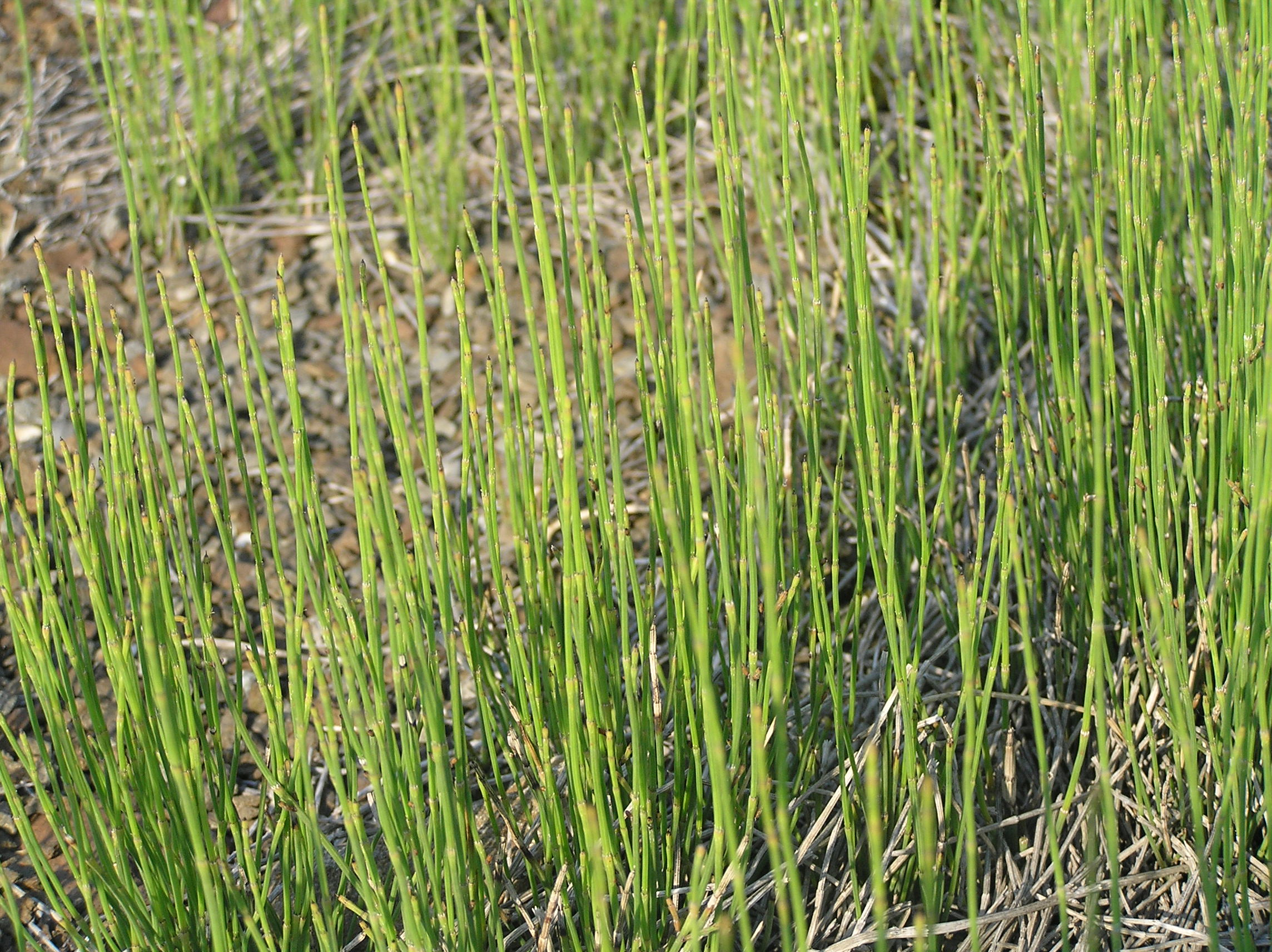
Equisetum ramosissimum
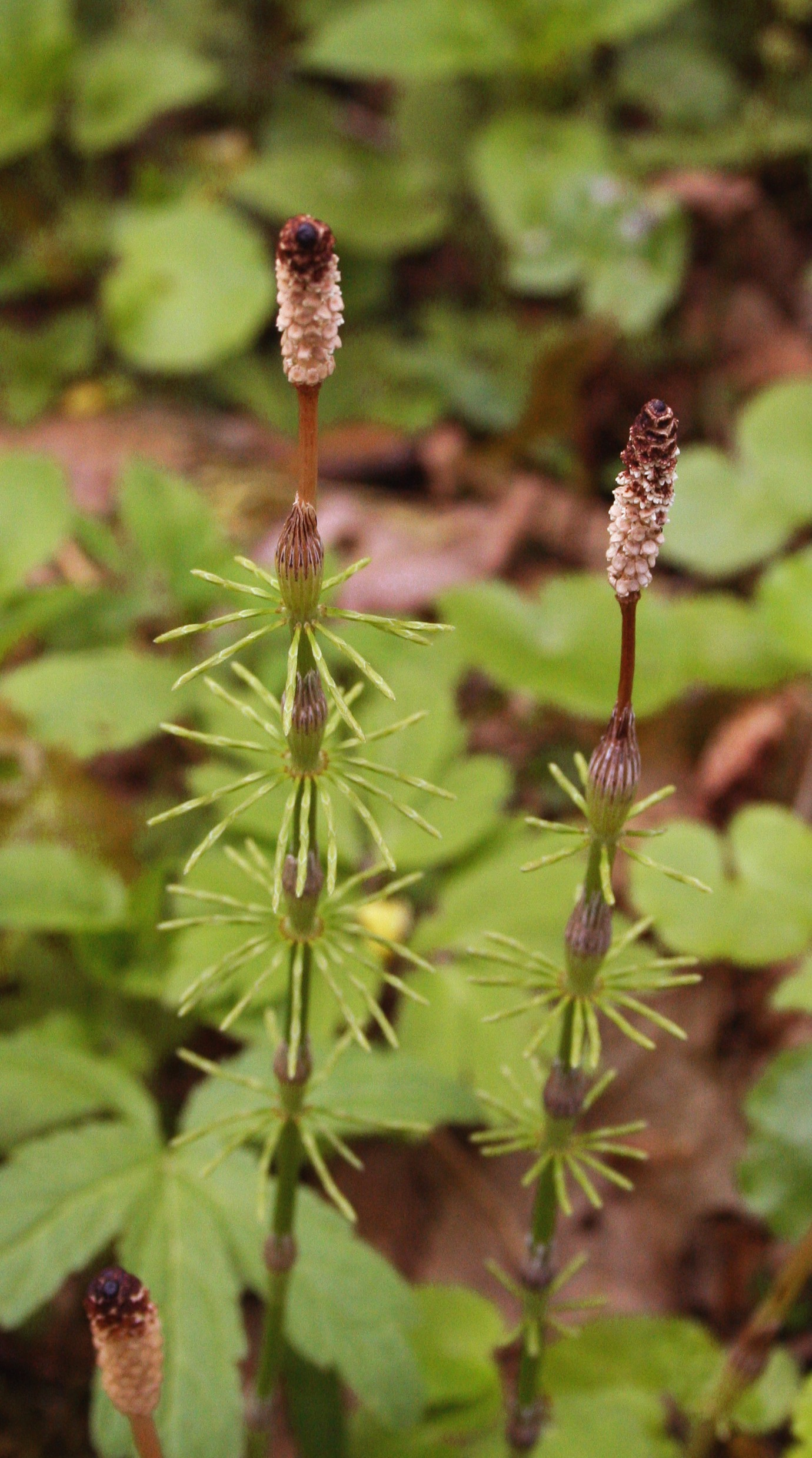
Equisetum sylvaticum
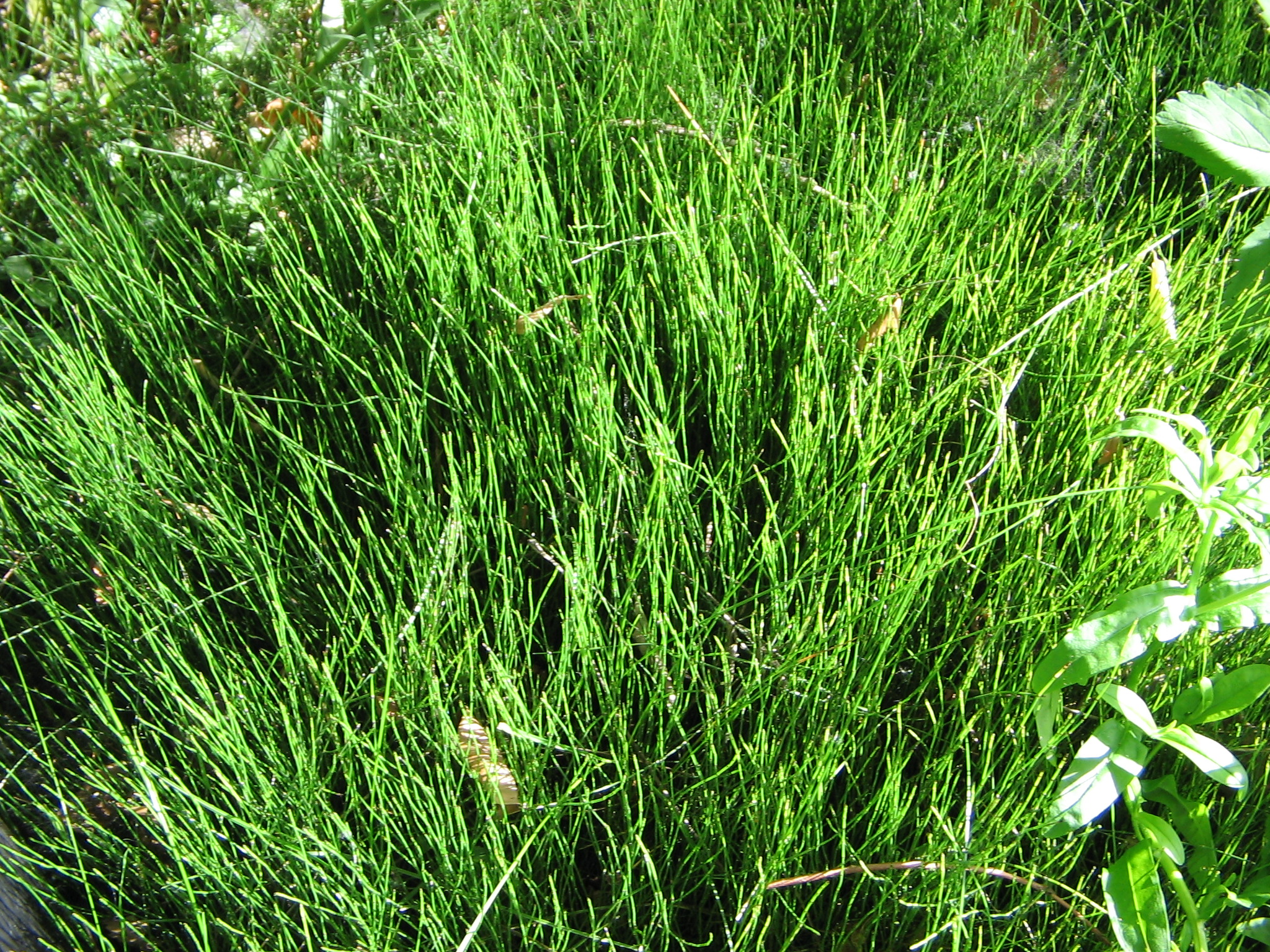
Equisetum scirpoides
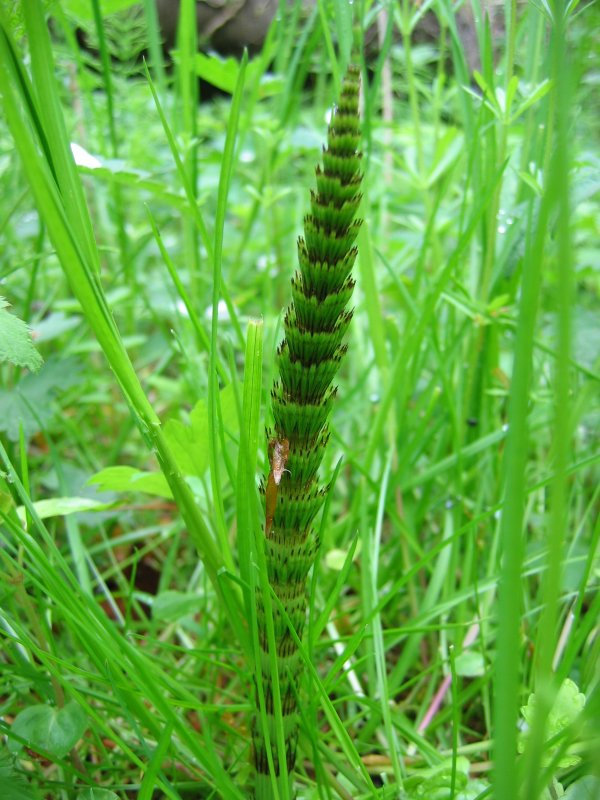
Equisetum telmateia

### Ibridi
Sebbene il numero cromosomico sia uguale in tutte le specie di Equisetum (n=108), le specie del sottogenere Hippochaete hanno cromosomi di dimensioni leggermente maggiori rispetto al sottogenere Equisetum, e questo crea una "barriera" genetica alla possibilità di ibridazione tra i due sottogeneri.
Gli ibridi descritti e accettati sono:
- Equisetum × haukeanum Mickel & A.R. Sm. - (ibrido tra Equisetum hyemale e E. myriochaetum)
- Equisetum × litorale Kühlew. ex Rupr. - (Equisetum arvense × Equisetum fluviale)
- Equisetum × mackaii (Newman) Brichan - (E. hyemale × E. variegatum)
- Equisetum × moorei Newman - (E. hyemale × E. ramosissimum)
- Equisetum × nelsonii (A.A. Eaton) J.H. Schaffn. - (E. laevigatum × E. variegatum)
- Equisetum × schaffneri Milde - (E. giganteum × E. myriochaetum)

### Specie spontanee della flora italiana
Per meglio comprendere ed individuare le varie specie del genere (solamente per le specie spontanee della nostra flora) l'elenco che segue utilizza in parte il sistema delle chiavi analitiche.
(Tutte le specie qui indicate hanno un ciclo biologico perenne, la forma biologica è geofita rizomatosa (G rhiz) e il tipo corologico Circumboreale)
- SEZIONE Hippochaete : gli strobili all'apice sono mucronati in modo acuto; gli stomi sono interni all'epidermide;

- Gruppo 1A : le guaine delle foglie sono cilindriche, di colore biancastro; i denti delle megafille sono ottusi e terminano con una punta membranacea caduca;

- Equisetum hyemale L. - Equiseto invernale: l'altezza della pianta va da 2 a 13 dm; l'habitat tipico sono i boschi umidi; la diffusione sul territorio italiano è quasi totale (a parte le isole) fino ad un'altitudine di 2500 m s.l.m..

- Gruppo 1B : le guaine delle foglie sono svasate; i denti delle megafille sono acuti e persistenti;

- Equisetum variegatum Schleicher - Equiseto variegato: i fusti sono semplici, oppure ramificati solo alla base; le guaine delle foglie sono di colore bianco-scarioso e orlate di nero sotto i denti; l'altezza della pianta va da 1 a 3 dm; l'habitat tipico sono le sabbie e ghiaie umidi; la diffusione sul territorio italiano è solo al nord fino ad un'altitudine di 2500 m s.l.m..
- Equisetum ramosissimum Desf. - Equiseto ramosissimo: i fusti sono ramosi; le guaine delle foglie sono di colore verde; l'altezza della pianta va da 1 a 10 dm; l'habitat tipico sono le sabbie e ghiaie umidi; la diffusione sul territorio italiano è solo al nord fino ad un'altitudine di 2500 m s.l.m..

- SEZIONE Euequisetum (A) : gli strobili all'apice sono arrotondati; gli stomi sono superficiali; i fusti sterili sono contemporanei a quelli fertili;

- Gruppo 1A : le guaine delle foglie hanno i denti riuniti in 3 – 6 lacinie; i rami sono nutanti;

- Equisetum sylvaticum L. - Equiseto silvatico: l'altezza della pianta va da 3 a 8 dm; l'habitat tipico sono i boschi umidi e luoghi ombrosi; la diffusione sul territorio italiano è solo al nord ad un'altitudine compresa tra 200 e 2000 m s.l.m..

- Gruppo 1B : le guaine delle foglie hanno da 6 a 10 denti distinti; i rami non sono nutanti;

- Gruppo 2A : il diametro dei fusti va da 6 a 10 mm con 10 – 30 solchi poco evidenti;

- Equisetum fluviatile L. - Equiseto fluviatile: l'altezza della pianta va da 5 a 15 dm; l'habitat tipico sono i luoghi umidi e le acque stagnanti; la diffusione sul territorio italiano è discontinua (specie rara) ad una altitudine fino a 1800 m s.l.m..

- Gruppo 2B : i fusti sono più sottili con 6 – 20 solchi;

- Gruppo 3A : i due tipi di fusti (fertili e sterili) sono simili;

- Equisetum palustre L. - Equiseto palustre: le guaine delle foglie sono alte 12 mm con 6 – 12 denti lunghi almeno 5 mm; gli strobili sono alti da 1 a 3 cm; l'altezza della pianta va da 2 a 7 dm; l'habitat tipico sono le paludi acide e i prati torbosi; la diffusione sul territorio italiano è quasi completa (a parte le isole) fino ad una altitudine di 2500 m s.l.m..
- Equisetum litorale Kühlewein (Ibrido fra Equisetum arvense e Equisetum fluviatile) - Equiseto litorale: le guaine delle foglie sono alte 15 mm con 6 – 20 brevi denti; gli strobili sono alti da 5 a 15 mm; l'altezza della pianta va da 5 a 15 dm; l'habitat tipico sono i luoghi umidi; la diffusione sul territorio italiano è solo al confine con il Canton Ticino (specie rara).

- Gruppo 3B : i fusti fertili sono più piccoli di quelli sterili; sono poco o nulla ramosi e sono avvolti da guaine fogliari giallastre;

- Equisetum pratense Ehrh. - Equiseto pratense: l'altezza della pianta va da 3 a 8 dm; l'habitat tipico sono i boschi umidi e luoghi ombrosi; la diffusione sul territorio italiano è solo al nord (specie rara) fino ad una altitudine compresa fra 100 e 1800 m s.l.m..

- SEZIONE Euequisetum (B) : gli strobili all'apice sono arrotondati; gli stomi sono superficiali; i fusti fertili sono giallastri, privi di clorofilla e si seccano prima dello sviluppo di quelli sterili;

- Equisetum arvense L. - Equiseto dei campi: le guaine delle foglie hanno 8 – 12 denti; i fusti sono alati, alti 1 – 5 dm, diametro 1 – 5 mm, con cavità interna sottile; l'habitat tipico sono gli incolti umidi; la diffusione sul territorio italiano è totale fino ad una altitudine di 2000 m s.l.m..
- Equisetum telmateia Ehrh. - Equiseto massimo: le guaine delle foglie hanno 20 – 30 denti; i fusti sono alati, alti 5 – 20 dm e diametro 10 – 20 mm; l'altezza della pianta va da 5 a 20 dm; l'habitat tipico sono i luoghi umidi e ombrosi; la diffusione sul territorio italiano è completa fino ad una altitudine di 1500 m s.l.m..

### Specie della zona alpina
Tutte le specie spontanee della flora italiana vivono anche sull'arco alpino. La tabella seguente mette in evidenza alcuni dati relativi all'habitat, al substrato e alla diffusione delle specie alpine.
| Specie | Comunità vegetali                                 | Piani vegetazionali         | Substrato | pH            | Livello trofico | H2O     | Ambiente | Zona alpina                       |
| --- | ------------------------------------------------- | --------------------------- | --------- | ------------- | --------------- | ------- | -------- | --------------------------------- |
| E. arvense | comunità perenni nitrofile                        | collinare montano subalpino | Ca Si     | neutro        | medio           | medio   | B1 B2    | tutto l'arco alpino               |
| E. fluviatile | comunità delle megaforbie acquatiche              | collinare montano           | Ca Si     | neutro        | medio           | bagnato | A1 A3    | tutto l'arco alpino (escl. VC NO) |
| E. hyemale | comunità forestali                                | collinare montano           | Ca Ca/Si  | neutro basico | medio           | umido   | I2       | tutto l'arco alpino               |
| E. palustre | comunità delle macro- e megaforbie terrestri      | collinare montano           | Ca Si     | neutro        | basso           | umido   | A3 E1    | tutto l'arco alpino               |
| E. pratense | comunità forestali                                | montano subalpino           | Si        | neutro acido  | medio           | umido   | I2       | SO TN BZ BL                       |
| E. ramosissimum | comunità delle fessure, delle rupi e dei ghiaioni | collinare montano           | Ca Ca/Si  | neutro basico | basso           | secco   | B2 B5    | tutto l'arco alpino (escl. VC)    |
| E. sylvaticum | comunità forestali                                | montano subalpino           | Ca Si     | neutro acido  | medio           | umido   | E1 I2    | tutto l'arco alpino (escl. CO VA) |
| E. telmateia | comunità forestali                                | montano subalpino           | Ca Ca/Si  | neutro basico | medio           | bagnato | D1 I2    | tutto l'arco alpino (escl. CN TO) |
| E. variegatum | comunità delle paludi e delle sorgenti            | montano subalpino alpino    | Ca Ca/Si  | neutro basico | basso           | umido   | E1       | tutto l'arco alpino (escl. VA)    |
| Legenda e note alla tabella. Substrato: Ca = calcio; Si = silicio Ca/Si= rocce di carattere intermedio (calcari silicei e simili) Ambiente: A1 = acque permanenti; A2 = acque correnti; A3 = ambienti acquatici come rive, stagni, fossi e paludi; B1 = campi, colture e incolti; B2 = ambienti ruderali, scarpate; B5 = rive, vicinanze corsi d'acqua; D1 = sorgenti e cadute d'acqua; E1 = paludi e torbiere basse; I2 = boschi di latifoglie Vengono prese in considerazione solo le zone alpine del territorio italiano (tra parentesi le sigle delle province). |                                                   |                             |           |               |                 |         |          |                                   |

## Usi

### Farmacia
- Sostanze presenti: acido silicico, glucoside, delle saponine (equisetonina), flavonoidi, piccole quantità di alcaloidi, resine e acidi organici (anche acido ascorbico), sostanze amare e altre sostanze minerali (sali di potassio, alluminio, manganese, ferro e calcio)[2]. Contengono anche una sostanza, l'ipriflavone, che sembra in grado di indurre la formazione di nuovo tessuto osseo.[12]
- Proprietà curative: antiemorragiche, cicatrizzanti (accelera la guarigione di ferite), emostatiche (blocca la fuoriuscita del sangue in caso di emorragia), diuretiche (facilita il rilascio dell'urina), astringenti (limita la secrezione dei liquidi), antitubercolari e remineralizzanti (valide soprattutto per i malati di tubercolosi polmonare). Sono indicate anche per combattere l'osteoporosi, in caso di fratture e di rachitismo. In Messico si utilizza l'E. robustum come antiblenorragico (blenorragia) e diuretico, mentre l'E. bogotense viene usato come astringente.
- Parti usate: rizoma e parti aeree.

### Cucina
In passato, presso le famiglie contadine, i germogli di alcune specie del genere venivano occasionalmente impanati e fritti o conditi con aceto. L'equiseto può essere aggiunto a zuppe o minestroni come integratore di sali minerali,
ma si deve fare attenzione alle varie specie in quanto alcune non sono eduli. Inoltre secondo alcuni testi queste piante, se ingerite in grandi quantità, possono presentare una certa tossicità in quanto contengono l'enzima tiaminasi che disattiva il complesso vitaminico B.

### Giardinaggio
A scopo ornamentale vengono coltivati alcuni “equiseti” come ad esempio: E. telmateia, E. sylvaticum e E. scorpioides .

### Altri usi
Gli antichi romani lo usavano come sostituto del sapone e anche oggi utilizzato in cosmetica come ingrediente di creme antirughe.
Inoltre queste piante, in quanto provviste superficialmente di granuli di silicio, anticamente venivano usate per levigare (sgrassare e lucidare) superfici anche metalliche (E. hyemale).
In agricoltura serve per le malattie fungine.